# Лима, Эрик
Эрик Насименто де Лима (порт. Erik Nascimento Lima; родился 18 июля 1994 года в Нову-Репартименту, Бразилия) — бразильский футболист, нападающий клуба «Матида Зельвия».

## Клубная карьера
Лима — воспитанник клуба «Гояс». 7 июля 2013 года в матче против «Витории» он дебютировал в бразильской Серии А. 23 мая 2014 в поединке против «Сантоса» Эрик забил свой первый гол за «Гояс». 31 августа в матче против «Атлетико Паранаэнсе» Лима сделал хет-трик.
В начале 2016 года Эрик перешёл в «Палмейрас». 31 января в матче Лиги Паулиста против «Ботафого» он дебютировал за новую команду, заменив во втором тайме Габриэла Жезуса. 5 июля в поединке против «Спорт Ресифи» Лима забил свой первый гол за «Палмейрас».
В начале 2018 года Эрик на правах аренды перешёл в «Атлетико Минейро».

## Международная карьера
В 2013 году в составе молодёжной сборной Бразилии Эрик выиграл Турнир в Тулоне. 2015 году в составе олимпийской сборной Бразилии Эрик стал бронзовым призёром Панамериканских игр в Торонто. На турнире он принял участие в матчах против команд Канады, Перу, Уругвая и дважды Панамы. В поединках против канадцев Лима забил гол.

## Достижения
«Гояс»
- Чемпион штата Гояс: 2013, 2015

«Палмейрас»
- Чемпион Бразилии (Серия A): 2016
- Обладатель Кубка Бразилии: 2015

Бразилия (до 21)
- Победитель турнира в Тулоне: 2013

Бразилия (до 23)
- Бронзовый призёр Панамериканских играх: 2015